# Club de Futbol Martorelles
El Club de Futbol Martorelles és un club de futbol català de la ciutat de Martorelles (Vallès Oriental). Va ser fundat el 23 d'agost de 1924. Juga a la Tercera catalana de futbol de la lliga catalana de futbol.

## Història
Corria l'any 1919, quan en Xuxu Macià, en Francesc Güell i altres joves de Martorelles anaven darrere d'una pilota, allà en el paller, a l'era de trillar el blat.
El punt de partida dels orígens i de la fundació del CF Martorelles és l'acta de l'Ajuntament de Martorelles, que data del 23 d'agost del 1924, en què es va atorgar una subvenció de 75 pessetes per l'adquisició d'unes porteries goals al CF Martorelles.
La categoria més alta del club és amateur i la més baixa pre-benjamí.